# Готтс, Энди
Энди Готтс MBE (англ. Andy Gotts) — английский фотограф, прославившийся чёрно-белыми портретами голливудских звёзд.

## Карьера
Энди Готтс долгое время был малоизвестным фотографом из Норфолка, которого почти никто не знал за пределами региона. В 2005 году Готтс решается разослать письма с предложением о сотрудничестве 100 популярным людям из мира шоу-бизнеса. Он получил лишь один положительный ответ — от актёра Джосса Экленда. Но и этого Готтсу оказалось достаточно. Во время работы с Эклендом фотограф поинтересовался, кого бы тот мог порекомендовать в качестве будущей модели. Актёр сразу же вспомнил Грету Скакки, которая также согласилась сотрудничать с Энди. Она же в свою очередь помогла фотографу завязать профессиональные отношения с другими актёрами. Таким образом он действовал и дальше. Один из актёров посоветовал Дастина Хоффмана, тот — Брэда Питта, который порекомендовал обратиться к Джорджу Клуни. Сотрудничество с Пирсом Броснаном началось по рекомендации Сэра Алана Бейтса. В итоге у Готтса получился целый проект под названием «Градусы» (англ. Degrees). Средства от выпущенного затем альбома Готтс перевёл на исследования диабета.
Фотосъёмка Готтса стала последней профессиональной работой Тони Кёртиса.
В 2007 году Энди Готтс провёл заключительную фотосессию легендарного лондонского отеля «Савой» перед его двухлетней реконструкцией.
Имеет звание Магистра искусства Университета Де Монтфорта в Лестере.